# تامارین گرین
تامارین گرین (به انگلیسی: Tamaryn Green) (زاده ۱۹ اوت ۱۹۹۴) مدل و ملکه زیبایی اهل آفریقای جنوبی است.
او به نمایندگی از آفریقای جنوبی در مسابقات دوشیزه جهان در سال ۲۰۱۸ شرکت کرد و دوم شد.